# Nagy Barnabás (politikus)
Nagy Barnabás (Budapest, 1995. szeptember 13. –) magyar politikus, nemzetközi kapcsolatok szakértő. 2019 óta önkormányzati képviselő, 2019-től 2024-ig Halásztelek város alpolgármestere, 2024 óta polgármestere.

## Életrajza
Születése óta Halásztelken él. A halásztelki ÁMK, később Hunyadi Mátyás Általános Iskolába járt, azt követően a Bocskai István Református Oktatási Központ Gimnáziumában érettségizett, majd az Eötvös Loránd Tudományegyetemen szerzett diplomát nemzetközi kapcsolatok szakértőként. Korábban a Központi Statisztikai Hivatalban, majd a Miniszterelnökségen dolgozott a Pest megye fejlesztéséért felelős miniszteri biztos munkatársaként.

## Politikai pályafutása
A 2019-es önkormányzati választásokon legtöbb szavazattal választották meg Halásztelek város önkormányzati képviselőjének, majd a képviselő-testület alpolgármesternek választotta.
A 2024-es önkormányzati választásokon polgármesternek választották, emellett szintén legtöbb szavazattal nyert önkormányzati képviselőként a városban.